# Xã Paradise, Quận Eddy, Bắc Dakota
Xã Paradise (tiếng Anh: Paradise Township) là một xã thuộc quận Eddy, tiểu bang Bắc Dakota, Hoa Kỳ. Năm 2010, dân số của xã này là 39 người.